# Kunčičky
Kunčičky (bis 1924 auch Malé Kunčice, deutsch Klein Kuntschitz oder Klein Kunzendorf, polnisch Kończyce Małe) ist ein Ortsteil im Stadtbezirk Slezská Ostrava der Stadt Ostrava in Tschechien, am rechten, östlicher Ufer der Ostravice.

## Geschichte
Der Ort im Herzogtum Teschen unter die Oberhoheit der Krone Böhmen wurde im Jahr 1380 als Nowe Kunczicze (?) erstmals urkundlich erwähnt. Später tauchte es in den Urkunden als zu wenig Kunczendorf (1388), Male Kuncicze (1476), in die Klein Kuntschitz (1652), Male Kunczicze (1673) auf. Die heutige Form des patronymischen Namens Kunčice mit dem Zusatz „Klein/Male“ (im Gegensatz zu Kunčice bzw. Groß Kunzendorf/Kuntschitz im Süden) erschien im Jahr 1679 als na Malych Kunczyczkach.
Von der ersten Hälfte des 16. Jahrhunderts bis zum Jahr 1899 bestand im Ort ein Schloss. Bis 1673 war es als Ortsteil von Polnisch Ostrau betrachtet. In der Beschreibung Teschener Schlesiens von Reginald Kneifl im Jahr 1804 war Kuntschitz (Klein) deutsch: Klein-Kunzendorf ein Dorf der Herrschaft von Polnisch-Ostrau des Grafen Joseph Wlczek im Teschner Kreis. Das Dorf hatte einen herrschaftlichen Meierhof, 33 Häuser mit 213 Einwohnern schlesisch-mährischer Mundart, die in Polnisch Ostrau eingepfarrt waren.
Nach der Aufhebung der Patrimonialherrschaften wurde es zu einem Ortsteil der Gemeinde Polnisch Ostrau in Österreichisch-Schlesien, im Bezirk Friedek, ab 1866 eine unabhängige Gemeinde im 1868 gegründeten Bezirk Freistadt. Zu dieser Zeit folgte die Industrialisierung in der Umgebung, in Klein Kuntschitz selbst am Ende des 19. Jahrhunderts mit der Zeche Alexander. Die Zahl der Einwohner stieg bis 1869 auf 477, dann bis 1880 auf 755 (725 mit Anmeldung) und 1910 auf 4607 (4568). Der Anstieg der Einwohnerzahl beschleunigte besonders nach dem großen Zuzug in das Ostrau-Karwiner Kohle- und Industriegebiet hauptsächlich Billigkräfte aus Galizien in den 1880er Jahren. Die Polen machten im Jahr 1880 noch nur 0,3 % (2 Personen) der Ortsbewohner aus, aber ihre Anzahl stieg durch 12 % im Jahr 1890 bis 64,5 % (2155 Personen) im Jahr 1900, während der Anzahl der tschechischsprachigen von 93,2 % im Jahr 1880 auf 27,5 % im Jahr 1900 sank (die Deutschsprachigen machten 3,5 % im Jahr 1890 und 8 % im Jahr 1900 aus). Im frühen 20. Jahrhundert entflammte ein nationaler Konflikt zwischen Polen und Tschechen. Die tschechischen Aktivisten strebten an, den Trend des Rückgangs der tschechischen Bevölkerung zu stoppen. Schon im Jahr 1898 wurde die erste und eine tschechischsprachige Volksschule im Ort eröffnet, worin die galizischen Bergleute von tschechischen Arbeitgebern gedrängt wurden, ihre Kinder zu schicken. Am 1. Januar 1904 wurden 7 traditionell tschechischsprachige Gemeinden des Gerichtsbezirks Oderberg im Bezirk Freistadt abgetrennt, um den neuen Gerichtsbezirk Polnisch Ostrau im Bezirk Friedek zu schaffen. 1910 hatte die Gemeinde eine Fläche von 409 Hektar, 260 Gebäude mit 4607 Einwohnern, davon 4568 mit einer Anmeldung – nur diese wurden nach ihrer Umgangssprache gefragt: 3480 (75,5 %) waren tschechisch-, 890 (19,3 %) polnisch- und 198 (4,3 %) deutschsprachig; 4352 (94,5 % der gesamten Gemeindebevölkerung) waren Römisch-Katholiken, 215 (4,7 %) Protestanten, 30 (0,7 %) Juden, 10 (0,2 %) anderen Glaubens.

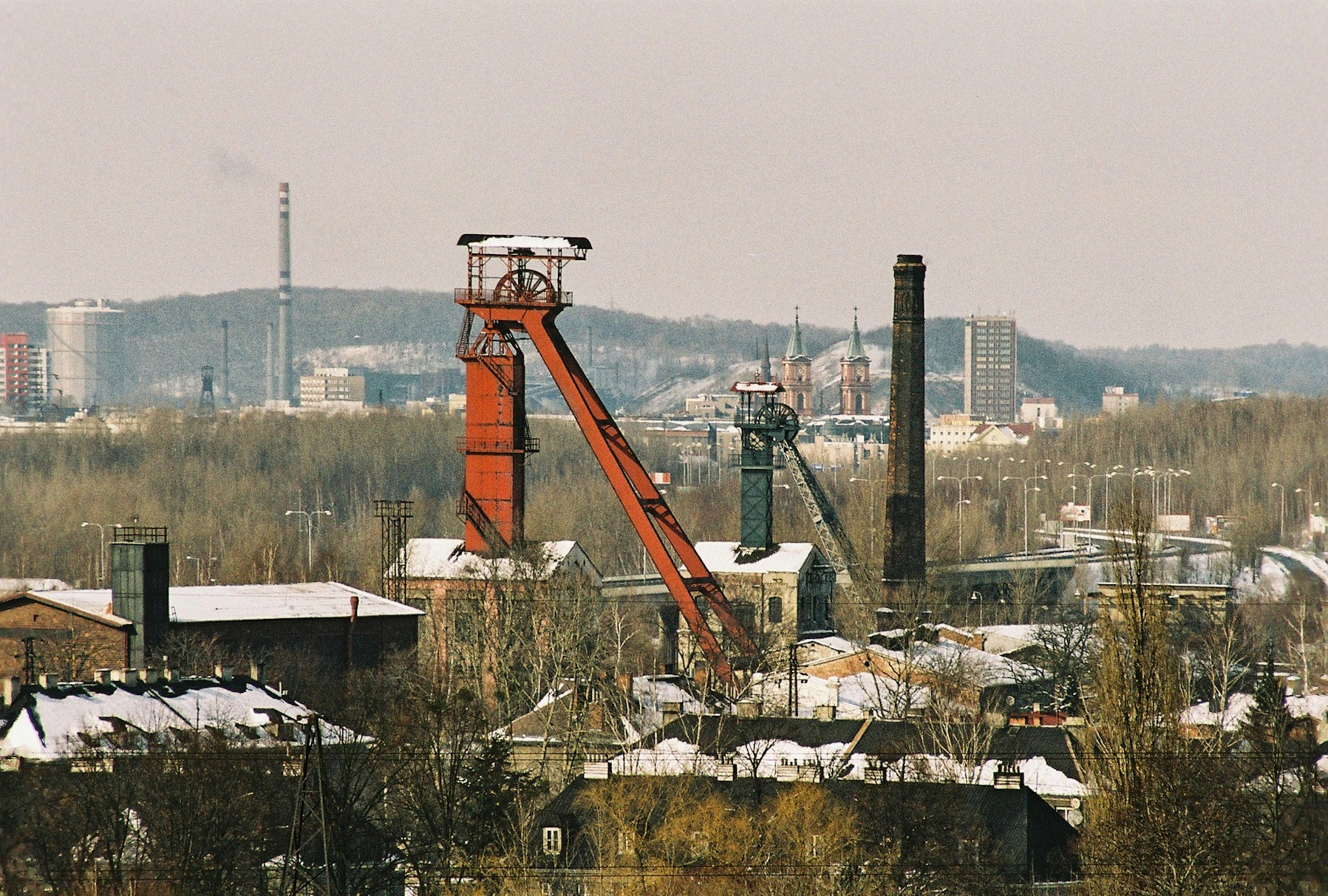
Zeche Alexander im Jahr 2005

Nach dem Ersten Weltkrieg und dem Zusammenbruch der Habsburgermonarchie war das Gebiet Teschener Schlesiens umstritten. Am 5. November 1918 verständigten sich der Polnische Nationalrat des Herzogtums Teschen (Rada Narodowa Kięstwa Cieszyńskiego, RNKC) und das tschechische Gebietskomitee (Zemský národní výbor, ZNV) darauf, dass Kunčičky, wie der ganze Bezirk Friedek an die Tschechoslowakei fallen sollte. Auf der tschechischen Seite, auch hinter der Ostrawitza in Mähren, blieben einige zehntausend Polen, mehrheitlich galizische Einwanderer, davon über 20 % der Bevölkerung des Gerichtsbezirks Polnisch Ostrau. Im Gegensatz zu den altansässigen Wasserpolaken aus dem Gebiet der Teschener Mundarten waren sie zum großen Teil noch analphabetisch und im Vergleich zu den aufgeklärten Polen in der nach dem Polnisch-Tschechoslowakischen Grenzkrieg entstanden Region Olsagebiet tschechisierten sie sich in der Zwischenkriegszeit relativ schnell (in der Volkszählung im Jahr 1921 schon nur 877 oder 1,9 % Angaben polnischer Nationalität im Gerichtsbezirk). Eine Spur von ihnen sind die zahlreichen Nachnamen in der polnischen Schreibweise.

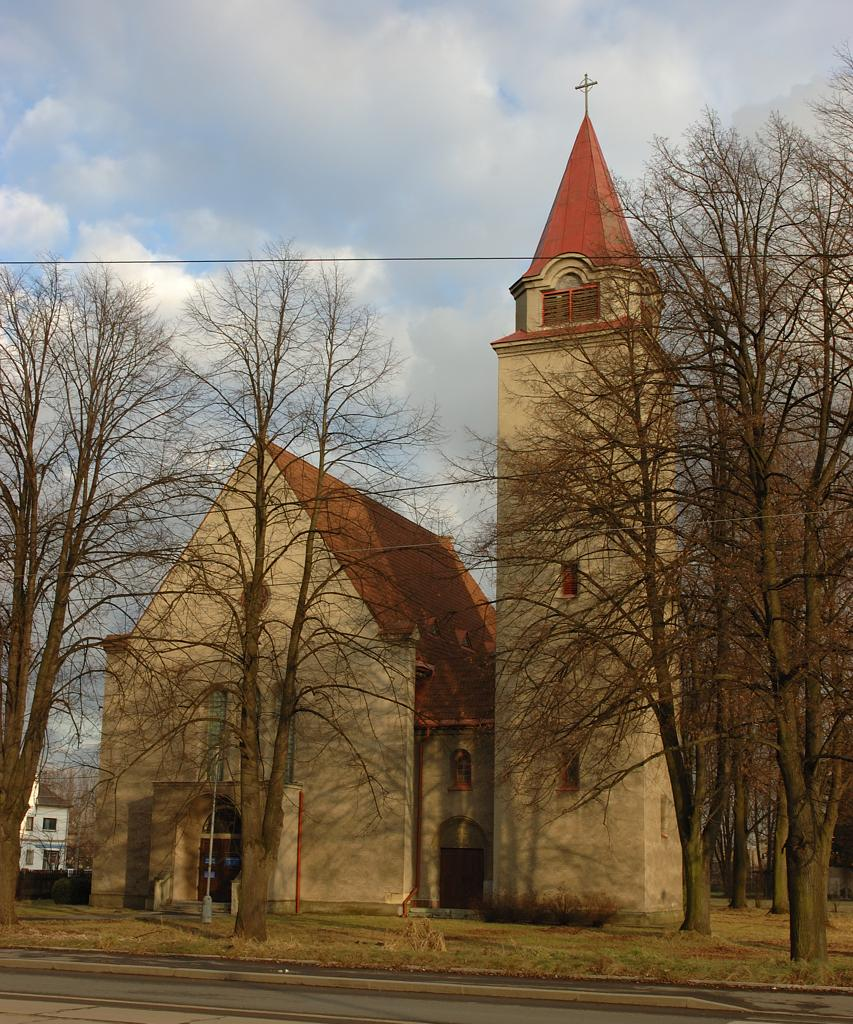
Ortskirche

In den Jahren 1927 bis 1928 wurde die erste gemauerte Kirche erbaut und am 11. November 1928 vom Kardinal und Breslauer Erzbischof Adolf Bertram eingeweiht, nach 1935 eine Niederlassung im Dekanat Schlesisch-Ostrau. Ab 1939 lag der Ort im Protektorat Böhmen und Mähren. Die kirchliche Zweigstelle wurde zu einem der 17 Parochien des Erzbistums Breslau im Protektorat. Noch im Jahr 1919 wurde die Eingemeindung an Mährisch Ostrau erwogen, um „Groß Ostrau“ zu schaffen, wurde jedoch erst am 1. Juli 1941 während der deutschen Besatzung an Ostrau eingemeindet. Die Sowjets befreiten es am 1. Mai 1945. Die Kommunisten errichteten in den Jahren 1948 bis 1950 der Park oddechu a koupaliště (ab 1951 Sad Maxima Gorkého) für das Proletariat und später einen Zoo, der aber 1960 verlagert wurde. Der Zeche Alexander wurde 1992 stillgelegt. Die Zahl der Einwohner sank von 5639 im Jahr 1950 auf 1531 im Jahr 1991.